# Джентльменское соглашение

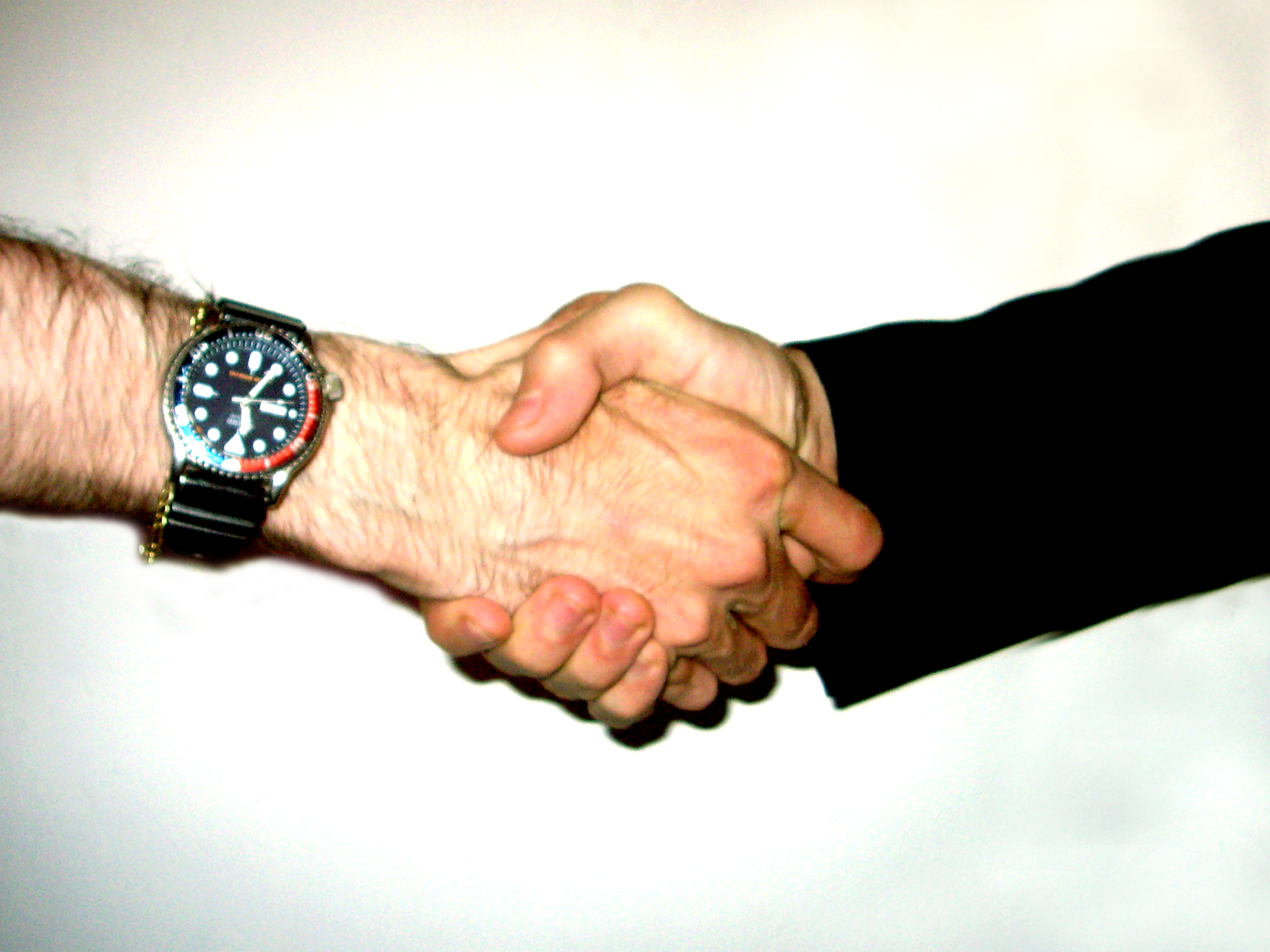
Два бизнесмена пожимают руки во время джентльменского соглашения.

Джентльме́нское соглаше́ние — особый вид неформального соглашения (договорённости). В отличие от обычных договоров несоблюдение джентльменского соглашения влечёт, как правило, последствия только морального плана. Заключается в письменной или устной форме и попадает под действие принципа добросовестного выполнения обязательств. Применяются в двусторонних и многосторонних правоотношениях.

## Известные примеры
- Джентльменское соглашение сыграло значительную роль в разрешении политического кризиса и отставке лейбористского правительства Джеймса Каллахана в 1979 году.[1] Накануне голосования о выражении вотума недоверия правительству 28 марта 1979 года к заместителю главного кнута консерваторов Бернарду Уэзериллу обратился заместитель главного кнута лейбористов Уолтер Харрисон[англ.] для «размена парами» (англ. pairing). «Размен парами[англ.]» является не официальным правилом, а традицией и джентльменским соглашением между правящей партией и оппозицией, которое подразумевает отвод одного из членов парламента в обмен на не имеющего возможности явиться для голосования по уважительной причине члена другой партии. Один из заслуженных лейбористов Альфред Бротон был серьезно болен. Его отсутствие означало, что лейбористы проиграют голосование по вотуму, так как им не хватит одного голоса. Харрисон запросил у Уэзерилла «пару» для Бротона, но консерватор отказал на основании того, что он не найдет члена парламента, который будет готов рискнуть карьерой и воздержаться на таком важном голосовании. После требования о соблюдении традиции Уэзерилл предложил свою кандидатуру, потому что считал бесчестным не уважать джентльменские соглашения и нарушить данное слово. Харрисон был так поражен самоотверженностью Уэзерилла, что отказался от «пары» и освободил его от обязательства исполнять традицию в этом случае. Правительство проиграло голосование с разницей в один голос. Альфред Бротон умер спустя пять дней[2].
- Сотрудничество американского Агентства национальной безопасности в лице начальника отдела радиотехнической разведки Уильяма Фредерика Фридмана и швейцарской компании-производителя шифровальных устройств Crypto AG во главе с шведским предпринимателем Борисом Хагелином[3].

## Джентльменское пари
Отдельно можно выделить джентльменское пари́, когда победитель не получает практически ничего, кроме морального удовлетворения. Подобное пари обыгрывалось в фильме «Поменяться местами» с Эдди Мерфи в главной роли, где спор был заключён на один доллар.